# Šemovec
Šemovec är en ort i Kroatien.   Den ligger i länet Varaždin, i den nordöstra delen av landet, 70 km nordost om huvudstaden Zagreb. Šemovec ligger 157 meter över havet och antalet invånare är 924. Den ligger vid sjön Lake Varaždin.
Terrängen runt Šemovec är platt. Runt Šemovec är det ganska tätbefolkat, med 149 invånare per kvadratkilometer. Närmaste större samhälle är Varaždin, 10,2 km väster om Šemovec. Trakten runt Šemovec består till största delen av jordbruksmark.